# Santa Maria della Consolazione a Piazza Ottavilla
Santa Maria della Consolazione a Piazza Ottavilla, även benämnd Madonna della Consolazione (”Tröstens Madonna”), är en kyrkobyggnad i Rom, helgad åt Jungfru Maria. Kyrkan är belägen vid Piazza Ottavilla i quartiere Gianicolense och tillhör församlingen San Pancrazio. Kyrkan administreras av de oskodda augustinernas orden.
Kyrkan företer inte någon egentlig fasad.